# Conny Janssen Danst
Conny Janssen Danst is een Nederlands moderne dansgezelschap, gevestigd in Rotterdam. Het gezelschap werd in 1992 opgericht door danseres en choreografe Conny Janssen en Wim Visser. Conny Janssen Danst heeft meer dan zestig producties gemaakt en is bekend in binnen- en buitenland. De producties hebben vaak het leven in de grote stad (Rotterdam) als thema.
Het dansgezelschap wordt gesubsidieerd door het Fonds Podiumkunsten en de gemeente Rotterdam. Het gezelschap heeft een jaarlijks talentontwikkelingsproject voor choreografen, genaamd Danslokaal. In 2017 was er in de Kunsthal Rotterdam een expositie te zien over Conny Janssen Danst, ter gelegenheid van het 25-jarig bestaan.

## Producties (selectie)
- 1992 - Moving Target
- 1995 - Kunstmin
- 1996 - Vijzel
- 2001 - Álbum Familiar
- 2002 - Vuil en glass
- 2003 - Troost
- 2004 - Licht
- 2008 - Sparring Partners
- 2010 - Common Ground
- 2011 - Zout
- 2013 - Danslokaal 1
- 2014 - Mirror mirror
- 2016 - Courage
- 2017 - Home
- 2018 - Inside Out
- 2019 - Broos